# Bartosz Frankowski
Bartosz Frankowski (Toruń, 1986. szeptember 26. –) lengyel nemzetközi labdarúgó-játékvezető.

## Pályafutása
Az PZPN JB minősítésével 2008-tól II Ligás, 2010-től I Ligás, 2011-től Ekstraklasa játékvezetője. Küldési gyakorlat szerint rendszeres 4. bírói, illetve alapvonalbírói szolgálatot is végez. Ekstraklasa mérkőzéseinek száma: 101 (2012. 05. 6.–2016. 04. 28.).
| Időpont            | Helyszín                  | Mérkőzés típusa              | Mérkőzés                         | Eredmény | Nézők száma |
| ------------------ | ------------------------- | ---------------------------- | -------------------------------- | -------- | ----------- |
| 2008. május 11.    | Łódź Városi Stadion, Łódź | első II Ligás mérkőzése      | ŁKS Łódź–KKS Lech Poznań         | 0 – 0    |             |
| 2010. augusztus 1. | Łódź Városi Stadion, Łódź | első I Ligás mérkőzése       | ŁKS Łódź–MKS Pogoń Szczecin      | 2 – 1    | 4400        |
| 2012. május 6.     | Stadion GKS, Bełchatów    | első Ekstraklasa mérkőzése   | GKS Bełchatów–KS Cracovia Kraków | 2 – 2    | 1500        |
| 2016. április 28.  | Dialog Aréna, Lubin       | utolsó Ekstraklasa mérkőzése | Zagłębie Lubin–KP Legia Warszawa | 2 – 0    | 9015        |

A Lengyel labdarúgó-szövetség JB terjesztette fel nemzetközi játékvezetőnek, a Nemzetközi Labdarúgó-szövetség (FIFA) 2014-től tartja nyilván bírói keretében. A FIFA JB központi nyelvei közül az angolt beszéli. Több nemzetek közötti válogatott, valamint Európa-liga klubmérkőzést vezetett, vagy működő társának 4. bíróként, illetve alapvonalbíróként segített. Európában a legtöbb válogatott mérkőzést vezetők rangsorában többed magával, 2 (2014. május 23.–2015. február 7.) találkozóval tartják nyilván.
A 2016-os U17-es labdarúgó-Európa-bajnokságon az UEFA JB játékvezetőként  foglalkoztatta.
| Időpont         | Helyszín               | Mérkőzés típusa              | Mérkőzés                  | Eredmény |
| --------------- | ---------------------- | ---------------------------- | ------------------------- | -------- |
| 2016. május 5.  | Olimpiai Stadion, Baku | csoportmérkőzés (A. csoport) | Azerbajdzsán–Portugália   | 0 – 5    |
| 2016. május 9.  | Azersun Arena, Baku    | csoportmérkőzés (D. csoport) | Olaszország–Hollandia     | 0 – 1    |
| 2016. május 12. | Azersun Arena, Baku    | csoportmérkőzés (C. csoport) | Svédország–Franciaország  | 1 – 0    |
| 2016. május 18. | Dalga Arena, Baku      | egyik elődöntő               | Németország–Spanyolország | 1 – 2    |

Nemzetközi kupamérkőzésen, az Európa-liga kupában az UEFA JB bíróként foglalkoztatta.
| Időpont          | Helyszín               | Mérkőzés típusa       | Mérkőzés                  | Eredmény |
| ---------------- | ---------------------- | --------------------- | ------------------------- | -------- |
| 2014. július 24. | Gamla Ullevi, Göteborg | előselejtező (2. kör) | IFK Göteborg–Győri ETO FC | 0 – 1    |